# Edwige Bancole
Edwige Bancole är en friidrottare från Benin. Hon deltog vid olympiska sommarspelen 1980.